# Grønkål
Grønkål (Brassica oleracea convar. acephala var. laciniata, synonym: Brassica oleracea var. sabellica) er en varietet af Have-Kål, og er en meget almindeligt dyrket plante.

## Beskrivelse
Grønkål er en toårig plante, der blomstrer med gule korsblomster året efter såning. Planten bliver cirka 80 centimeter høj, og dens blade er stærkt krusede og mørkegrønne (bortset fra sorter som er røde som rødkål). 
I Danmark klarer den de strengeste vintre og sætter et sæt nye krusede blade i toppen hver gang der kommer et par dage med lunt vejr.
Grønkål er den vitaminrigeste og mest hårdføre af de dyrkede kål. [kilde mangler]. 

## Anvendelse
Grønkål indgår i traditionelle egnsretter og juleretter som:
stuvet grønkål, grønlangkål, sønderjydsk grønlangkål - her er det vigtigt, at den er mørkogt, hakket hverken for grov eller fin - det er ingen stuvning, da der kun tilsættes mælk/fløde, smør, salt og peber samt lidt "spai" fra hamburgerryggen - det er en fast masse, der er lige så stiv som karfoffelmos/gammeldags hvidkål. Den kan også spises rå i salater. Det er de ribbede blade man spiser. 
Grønkål er desuden et godt foder for husdyr.
Kålsommerfuglens larver sætter pris på grønkål. Hvis man venter med at plukke blade af grønkålen til efter den første frost, kan eventuelle larver rystes af – og bladene smager i øvrigt også mildere efter frost.

## Ernæring
Rå grønkål er en rig kilde til vitamin A, vitamin C, vitamin K, vitamin B6, folat og mangan. Kål er en god kilde til tiamin, riboflavin, pantotensyre, vitamin E og flere mineraler, heriblandt jern, calcium, kalium og fosfor.
At koge kålen mindsker indholdet af disse næringsstoffer, med undtagelse af vitamin K.

### Fytokemikalier
Kål er en kilde til karotenoider, lutein og zeaxanthin.
Kål indeholder, ligesom broccoli og andre korsblomstrede grøntsager, glukosinolat-forbindelser, som bidrager til dannelsen af sulforafan. At koge det mindsker niveauer af sulforafan, hvorimod at dampe, anvendelse af mikroovn eller stir fry ikke resulterer i særligt tab.

## Sorter
Der findes adskillige varianter af grønkål. Herunder:
- Purpurkål som har rødlilla blade.[4]
- Palmekål som har lange smalle mørkt blågrønne blade som overfladisk set kan ligne en palme. Der er to varianter som kaldes henholdsvis toscansk og italiensk palmekål. Begge disse sorter bliver omkring 1 m høje og bruges på samme måde som almindelig grønkål. Palmekål kaldes også sortkål i opskrifter.[5]
- Ostfriesische Palme som kan blive op til 1,8 meter høj. De nederste blade bruges til dyrefoder, mens de øverste spises på normal vis. Den har muligvis også været brugt til juletræ.[4]

## Galleri
|         |
| Grønkål |

|                        |
| Sønderjysk Grønlangkål |

|                                                         |
| Blomstrende grønkålsblomster i juni, året efter såning. |